# 小田切秀雄
小田切 秀雄（おだぎり ひでお、1916年（大正5年）9月20日 - 2000年（平成12年）5月24日） は、日本の文芸評論家・近代文学研究者。法政大学名誉教授。

## 経歴・人物
1916年、東京都生まれ。府立高等学校尋常科を経て高等科文科1年の時、1933年、学内の共産党グループのキャップとして治安維持法違反で警視庁目黒署に逮捕され、75日間勾留後に「軽はずみでした、もうしません」と宣誓書を書いて転向し、起訴猶予処分で釈放され、高等学校から諭旨退学処分を受ける。1935年、学生運動に参加せず学業に専念することを条件として法政大学予科に編入学を認められる。法政大学国文科卒業。
1941年、『万葉の伝統』で注目されたが、1943年応召、1944年に荒正人や佐々木基一とのマルクス主義文学研究会が原因で再び治安維持法違反に問われ逮捕されたが、結核により勾留停止となり釈放。戦後、雑誌『近代文学』の創刊に加わる。
法政大学教授を務め、1965年の学園紛争で学長と理事が総辞職した際には総長代行を務めた。
古典から現代作家までの幅広い評論をおこなった。マルクス主義芸術論による執筆が多い。国語教師の研究団体である教育科学研究会・国語部会に協力し、長年にわたって機関誌『教育国語』（むぎ書房）に文芸学や作品鑑賞論などを連載した。著作は『小田切秀雄全集』全18巻としてまとめられている。墓所は小田原市高長寺。

## 業績・評価
戦時中は『少国民』に「キミガヨ」の「ありがたさ」を説いた翼賛的な作品を書いていたが、1946年創刊の『文学時標』では「純粋なる文学の名において、かれら厚顔無恥な、文学の冒涜者たる戦争責任者を最後の一人にいたるまで、追求し（ママ）、弾劾し、読者とともにその文学上の生命を葬らんとするものである」と謳い、毎号「文学検察」欄で戦争協力文学者を糾弾。このため、のちに「小田切は自分のことは棚に上げ、他の『戦争責任者』を追及しはじめた」と批判された。1950年に何かの座談会の帰り道で「君も党へ入りませんか」と三島由紀夫を共産党に勧誘するも、三島は意外さにびっくりしたまま口がきけず、そのまま満員電車の人波で2人は別々になり話が途切れてしまった。三島は後に、人生で最も稀有な嬉しい誘いの言葉の1つとして回顧している。ただし小田切秀雄は「わたしは、ほんとうに三島を入党させるつもりでそういったのではない」と述べている。

## 受賞・栄典
- 1975年：芸術選奨文部大臣賞に選ばれるが辞退。
- 1988年：『私の見た昭和の思想と文学の五十年』で毎日出版文化賞受賞。

## 家族・親族
- 父・小田切利通（1892-） ‐ 金万証券取締役。山梨県中牧村今浅次郎二男。安田保善社銀行員養成所卒業後、同社書記、第三国立銀行勤務を経て兜町の加賀豊三郎店に転ず。[8]
- 伯父：母方の伯父に医学者杉田直樹がいる[9]。
- 妻・みゆき（1916-） ‐ 東京女子医学専門学校卒。同校付属病院勤務。[8]
- 弟：小田切進も文芸評論家。
- 長男：小田切有一は馬主として有名な実業家である。

## 著書
- 『万葉の伝統』光書房 1941、のち講談社学術文庫
- 『夜明けのために 江戸時代の学者』丹波書林 1946
- 『人間と文学』河出書房 1946
- 『文学の端緒』世界評論社 1947
- 『文学的主体の形成』昭森社 1947
- 『日本の近代文学』真光社 1948
- 『自我と文学の現実』雄山閣 1948
- 『プロレタリヤ文学再検討』雄山閣 1948
- 『文学の窓』玄理社 1948
- 『民主主義文学論』銀杏書房 1948
- 『抒情の解放 短歌俳句への要求』八雲書店 1948
- 『人間的理想と文学』くれは書店 1948
- 『文学論』河出書房 1949
- 『作家論』世界評論社 1949
- 『新しい人生について』白林社 1949
- 『小林多喜二』新日本文学会 1950
- 『日本近代文学研究』東大協同組合出版部 1950
- 『共産主義的人間』弘文堂〈アテネ文庫〉 1951
- 『近代日本の作家たち』正続 厚文社 1954
- 『日本近代文学 近代日本の社会機構と文学』青木書店 1955
- 『いやなことはいやだということ』法政大学出版局〈がくえん新書〉 1955
- 『文学のおもしろさ』通信教育振興会 1955
- 『近代日本の学生像』青木書店・新書 1955
- 『人間の信頼について』大日本雄弁会講談社 1955
- 『文学と政治』東方社・新書 1955
- 『さまざまな思想の新しい関係について』河出書房・新書 1956
- 『文学入門 文学のおもしろさ』大日本雄弁会講談社〈ミリオン・ブックス〉 1956
- 『日本近世文学の展望』御茶の水書房 1957
- 『現代における自我』平凡社 1958
- 『文学史(日本現代史大系) 』東洋経済新報社 1961
- 『日本近代文学の思想と状况』法政大学出版局 1965
- 『石川啄木の世界』潮出版社・新書 1968  のちレグルス文庫
- 『文学的立場と政治的立場』筑摩書房 1969
- 『小田切秀雄著作集』全7巻 法政大学出版局 1970-74
- 『二葉亭四迷 日本近代文学の成立』岩波新書 1970
- 『北村透谷論』八木書店 1970
- 『知識人の再建 対談集』読売新聞社 1971
- 『戦後文学作品鑑賞』読売新聞社・選書 1971
- 『現代的状況に抗する文学』冬樹社 1971
- 『現代の作家 その意味と位置』冬樹社 1972
- 『文学概論』勁草書房 1972
- 『明治文学史』潮出版社・文庫 1973
- 『現代文学史』集英社 1975
- 『作品鑑賞による日本文学史・古典編』むぎ書房 1976
- 『女性のための文学講座』たいまつ社 1976
- 『明治・大正の作家たち』第三文明社〈レグルス文庫〉 1978
- 『昭和の作家たち』第三文明社〈レグルス文庫〉 1979
- 『現代文学の眼で古典を読む　作品鑑賞による日本文学史・古典篇第2』むぎ書房 1980
- 『明治大正の名作を読むー作品鑑賞による日本文学史・明治大正編』むぎ書房 1983
- 『女性のための文学入門』オリジン出版センター 1984
- 『私の見た昭和の思想と文学の五十年』上下 集英社 1988
- 『鳥鳴き、魚の目は涙』菁柿堂 1989
- 『社会文学・社会主義文学研究』勁草書房 1990
- 『文学近見と遠見と 社会主義と文学、その他』集英社 1996
- 『日本文学の百年』東京新聞出版局 1998
- 『中野重治 文学の根源から』講談社 1999
- 『小田切秀雄全集』全18巻別巻1 勉誠出版 2000
- 『小田切秀雄・書簡と追想』今谷弘編著　水星舎 2006

## 編著書
- 『発禁作品集』 八雲書店 1948
- 『日本プロレタリヤ文学発達史資料 第3』 中野重治共編 八雲書店 1948
- 『プロレタリア文学再検討』 雄山閣 1948
- 『原子力と文学』 大日本雄弁会講談社 1955
- 『近代日本断面史』 浅田光輝共編 青木書店 1955
- 『日本文学史年表』 青木書店・文庫 1956
- 『日本のプロレタリア文学 史的展望と再検討のために』 窪川鶴次郎、平野謙共編 青木書店 1956
- 『現代日本文学論争史』 全3巻　平野謙、山本健吉共編 未來社 1956-57
- 『講座日本近代文学史』 全5巻 大月書店 1956-57
- 『日本名詩選』 学生社 1956
- 『続 発禁作品集』 北辰堂 1957
- 『文学のなかの教師』 国分一太郎、山下肇共編 明治図書出版〈現代教師論シリーズ〉 1957
- 『よみがえる暗黒 警察国家への危機』 中村哲共編 第一評論社 1958
- 『昭和書籍雑誌新聞発禁年表』 全4巻 福岡井吉共編 明治文献 1965
- 『日本の名著』 三一書房〈高校生新書〉 1968
- 『対決の思想 共同討議』 勁草書房 1968
- 『世界の名著』 三一書房〈高校生新書〉 1969
- 『日本戦没学生の遺書』 窪木安久共編 読売新聞社 1970
- 『人間のがわから 管理社会への問い』 産業能率短期大学出版部 1976
- 『片岡良一著作集』 全11巻 中央公論社 1979.7 - 1980.4
- 『日本文学史』 北樹出版〈大学教養選書〉 1980
- 『小熊秀雄研究』 木島始共編 創樹社 1980
- 『青春日記』 創隆社ジュニア選書、1991　「作家たちの青春日記」
- 『個の自覚 大衆の時代の始まりのなかで』 社会評論社 1990